# Gunilla Jonsson
Gunilla Jonsson, född 21 mars 1964, är en svensk rollspelskonstruktör som skapat Kult, En Garde! och Skuggornas Mästare och Mutant och skrivit äventyr till ett betydande antal svenska rollspel, inklusive Drakar och Demoner och Call of Cthulhu Sverige. Jonsson har oftast skapat spel och skrivit romaner med sin make Michael Petersén. 
Jonsson mottog 2012, tillsammans med sin make, utmärkelsen Rollspelsdraken för "arbete som rollspelsskapare och skribenter." Juryns motivering lyfter fram att "[s]åväl Mutant som Kult tillhör Sveriges mest profilstarka och banbrytande rollspel".
2020 deltog Jonsson i K Special-dokumentären Mot Andra Världar av Jesper Huor som handlade om rollspelens historia.
Jonsson är också aktiv inom svensk science fiction fandom och var bland annat hedersgäst på Eurocon 2022 i Luxemburg och Swecon 2019 i Västerås.

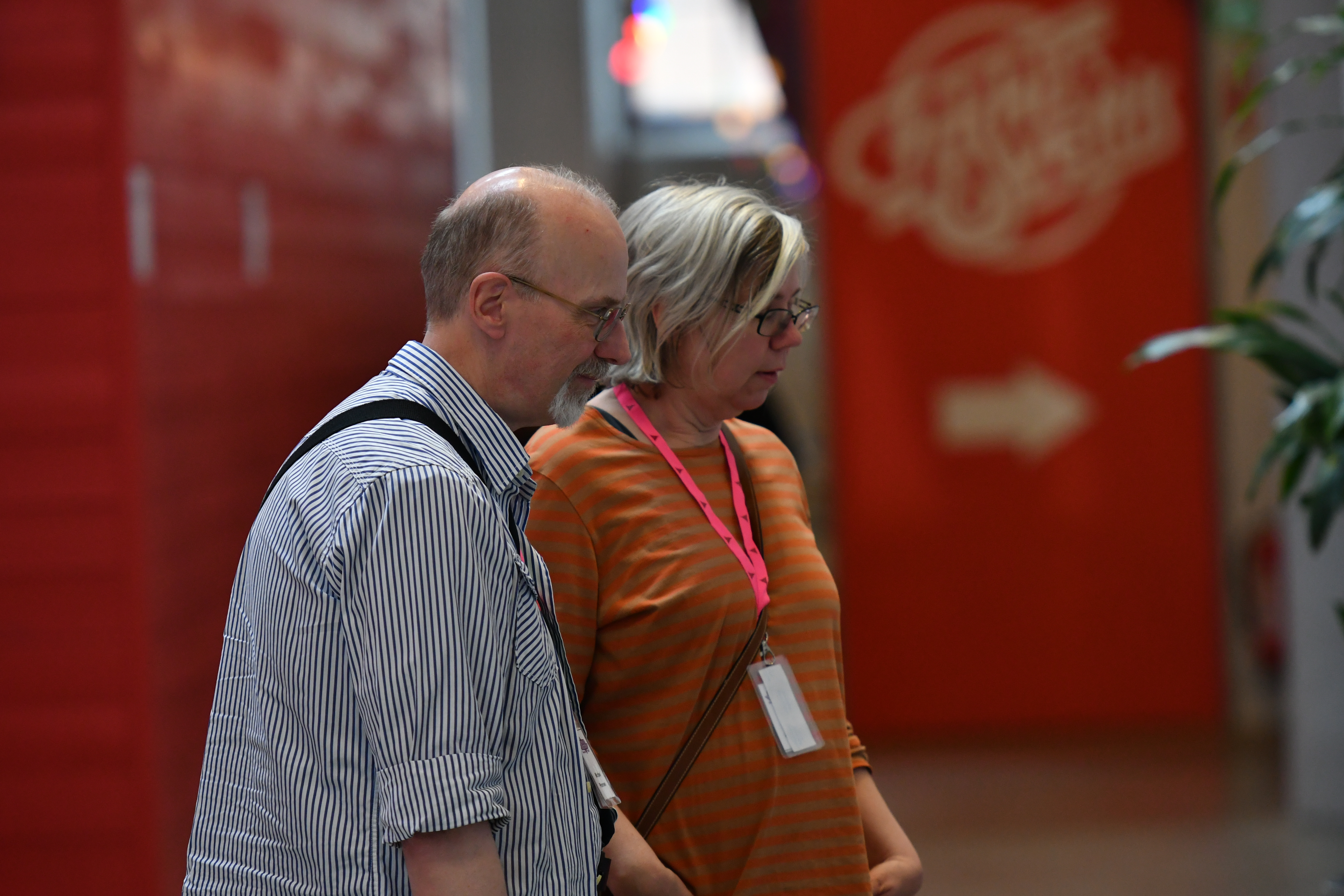
Michael Petersén och Gunilla Jonsson på Swecon 2018.

## Karriär
Åt spelförlaget Äventyrsspel konstruerade Jonsson och Petersen det postapokalyptiska rollspelet Mutant, som släpptes i sin första version 1984. Spelet blev en bestående framgång och har utkommit i nya versioner bl.a. år 1989 (ibland kallat Nya Mutant) och år 2014, då som Mutant: År Noll, samt på engelska. Den ursprungliga versionen av spelet utspelas i ett ödelagt Sverige 500 år efter en mystisk katastrof. Överlevande har byggt upp säkra bosättningar, men faror lurar i de "förbjudna zonerna". Det innehåller som titeln antyder mutanter, många i form av talande djur, och herrelösa robotar som vandrar genom landskapet.
1986 översatte Jonsson Chock!-äventyret Draculas hämnd till svenska och deltog i översättning av Sagan om Ringen rollspelet.
Jonsson och Petersén grundande tillsammans spelförlaget Raknarök Speldesign 1987. Företaget släppte endast två kompletta spel, det historiska En Garde! Avancerat rollspel i furstarnas stormiga tid och B-filmsinspirerade agentspelet Skuggornas mästare, innan det lades ner. Efter det tog Jonsson anställning på Science fiction-bokhandeln.
1991 konstruerade Jonsson och Petersén Kult åt Äventyrsspel. Förutom grundspelet skapade de också det tongivande äventyret Den svarta madonnan. Jämfört med företagets mest framgångsrika spel, Drakar & Demoner, var Kult betydligt mörkare och riktat mot en äldre målgrupp. Spelet var influerat av gnosticism, body horror och skildrade sexualitet på ett vis som inte tidigare hade förekommit i svenska rollspel. Det väckte uppmärksamhet och blev ett mål för starkt kritiska röster mot rollspel, som vid denna tid var mycket aktiva.
Kult blev trots kontroverserna uppskattat hos många rollspelare och släpptes på tyska år 1992 och engelska 1993.
Den svenska rollspelsbranschen gick dock stegvis in i en mindre aktiv period. Även Jonsson publicerade mindre. 1994 lade Target Games, Äventyrsspels moderföretag, ner sin tidning Sinkadus i vilken Jonsson tidigare släppt material till Mutant. Target Games fick också ekonomiska problem och rekonstruerades 1999, för att uppgå i dataspelsföretaget Paradox Interactive.
Rättigheterna till Äventyrsspel material kom under 2000-talet att licenserad ut till ett flertalet företag. Även Ragnarök speldesigns produkter återupplivades 2014,  via företaget Myling spel.
2018 släppte förlaget Helmgast Kult i en fjärde utgåva: Kult: Divinity Lost. Spelet gräsrotsfinansierades via Kickstarter och släpptes på engelska. Huvudförfattare och designer var Robert Liljenberg, men Jonsson och Petersén bidrog, bland annat med nya versioner av äventyren Den svarta madonnan, Taroticum och Seven Sisters.
I samband med detta utgav Jonsson och Petersén den första av tre romaner som utspelade sig i spelvärlden, Döden är bara början. Titeln kom från undertiteln till det ursprungliga Kult.
Eloso förlag släppte en svensk licensversion av det Lovecraftianska rollspelet Call of Cthulhu 2019 under namnet Call of Cthulhu Sverige. Jonsson och Petersén bidrog båda med material och äventyr, bland annat kampanjen Tjurmannen från Kungsskär, vilket utspelas på västkusten år 1926.
De inledde nu samarbete med rollspelsskaparen Gabrielle de Bourg. Efter att tillsammans ha gjort workshops, släpptes år 2020 det gemensamt författade äventyret Den gula filmen. Äventyret utspelas i Råsundas Filmstad under den svenska stumfilmsperioden.
2024 fortsatte samarbetet med de Bourg med Lund - Den förbjudna kunskapens stad till Call of Cthulhu Sverige. Boken, som är en miljöbok för att skapa äventyr i 1920-talets ockulta Lund, belönades med speltidningen Fenix läsarpris i kategorierna "Bästa rollspelsprodukt" och "Bästa supplement".

## Mauerfall-trilogin
2018 påbörjade Jonsson och Petersén romantrilogin Mauerfall, som utspelar sig rollspelet Kults värld och utgivits på Fria ligan. Den omfattar böckerna Döden är bara början (2018), De levande döda (2020) och De dödas stad (2024).
Serien utspelas i Berlin och följer ett spritt persongalleri. En av huvudpersonerna är den svenska konstnären Amanda Serner som omkring 2017 upplever att verkligheten omkring henne rämnar. Orsakerna finns delvis att finna i händelser som.ägde rum under sena 1920-talet. Görlitzer Park och stadsdelen Kreuzberg återkommer som nyckel platser i boken, liksom motivet minnesförlust. Jämfört med originalspelet Kult, säger skaparna att de har fått förenkla allusionerna till kristen metafysik då den allmänna kännedomen är lägre idag. I gengäld har de kunnat vara öppnare med den queera tematik, som de själva känner alltid har funnits i Kult, men inte riktigt kunde uttryckas på 1980-talet.